# Kalendarium Łomna
Łomno – 7 km na SE od Bodzentyna, 6 km na N od klasztoru świętokrzyskiego
Wieś w powiecie sandomierskim od 1497r., następnie 1827 w powiecie opatowskim.
Parafia Świętomarz 1470–80 co odnotowuje (Długosz L.B. t.II s.463n.).
Patronimiczne nazwy historyczne wsi w dokumentach źródłowych: rok 1401 „Lomno” (ale: 1441 „Lompno”, 1444 „Lomne”, 1450 „Llompno”, 1470–80 „Lompno”, 1497 „Lonino”, 1564 „Lomyn”). Od roku 1673 „Łomno”,
Wykopaliska archeologiczne prowadzone na terenie Łomna potwierdzają liczne stacje dymarskie, mielerze, a także osadę datowaną na lata 170–180 naszej ery do V-VI wieku.
Pierwszy zapis o przebiegu granic znany jest z XV wieku: Mikołaj z Taczowa podkomorzy sandomierski wyznacza granicę między posiadłościami klasztoru świętokrzyskiego a wsiami Łomno, Sosnówka i Skowrończyce,
1470–80 – Łomno graniczy z Bostowską Wolą (Długosz L.B. III 240).

## Kalendarium
Wieś stanowiła własność szlachecką i w części prepozyta kieleckiego, część nieużytków od 1450 r. należała do klasztoru świętokrzyskiego.
- 1401 – dziedzicem był Jaśko z Łomna[9],
- 1440–1 – zawarta była ugoda Niemierzy z Bostowa i Piotra z Osowej prepozyta kieleckiego o sporne role w Łomnie[10],
- 1450 – bracia Albert, Jan, Paweł, Zbigniew i ich siostra Elżbieta, dziedzice niedzielni w (niedzielni – znaczy niepodzieleni po odziedziczeniu włości) Łomnie, w części sprzedają za 16 grzywien, w części ofiarowują klasztorowi świętokrzyskiemu swoją część lasu, zarośli, łąk i brzegu w Łomnie zw. „in Wassosche”[11],
- 1450 – w tm samym roku Jakub z Łomna w części sprzedaje za 16 grzywien, w części ofiarowuje klasztorowi świętokrzyskiemu swoją części lasu, zarośli i łąk w Łomnie zw. „in Wassosche”[12],
- 1456 – sąd ziemski sieradzki poświadcza zastaw przez Jana z Bostowa 3 łanów w Bobach (boby) razem z kmieciami Mikołajem Woyek, Schandzą, Maciejem i Janem oraz 3 grzywnami czynszu Mikołajowi z Łomna w zamian za pożyczone mu 33 grzywien[13] – in dorso dopisek XVIII – wieczną ręką „Łomyenske do Łomna należący”,
- 1470–80 – 3 łany kmiece należą do prepozyta kieleckiego, kmiecie płacą po 0,5 grz. czynszu na ś. Marcina [11 XI]. Jest także siedem folwarków rycerskich, które dzierżą: Jakub Karzeł herbu Dębno, Stanisław Dulek herbu Oksza, Marcin Kruczek, Marcin Goszdz, Andrzej i Otta herbu Tarnawa, Paweł herbu Dębno i Mikołaj herbu Oksza (Długosz L.B. I 437; II 463),
- 1475 – dziedzicem jest także Jakub z Łomna[14],
- 1497 – Stanisław Lipnicki otrzymuje od króla dobra Michała z Łomna[15],
- 1497 – Stanisław z Dąbrowy otrzymuje od króla dobra Jana z Jeziorka i Łomna (ib. 913),
- 1497 – Andrzej Mroczek otrzymuje od króla dobra Marka Modrzejewskiego z Modrzewia i Łomna, Jana Bondara i Pawła Łomieńskiego z Łomna oraz Katarzyny wdowy po Ściborze i jej córki Zofii (ib. 1080),
- 1498 – dziedzicem jest także Marcin z Łomna[16],
- 1504 – odnotowano pobory z następujących części: z części Marcina pobór od 1 zagrodnika, z części Marcina Kruczka z folwarku, z części Jana Otty z jego źrebu i od 2 zagrodników, z części Jana Jeziorkowskiego od 1 zagrodnika, z części Klemensa od 1 zagrodnika, z części Trojana od 1 zagrodnika[17],
- 1506 – pobór od 1 zagrodnika[18],
- 1510 z części Jana Jeziorkowskiego pobór z 1 kwarty, z części Jana Otty od 2 zagrodników i z karczmy, z części Stanisława Otty brak danych, z części Marcina Łyska (Lyssek) brak danych, z części Klemensa od 1 zagrodnika z rolą, z części Marcina Kruczka brak danych, z części Mikołaja Zakliki z 1 kwarty, z części prepozyta kieleckiego z 1 kwarty[19],
- 1529 – z części prepozyta kieleckiego pobór z 3 kwart, w tym z części Marka Jeziorowskiego z 1 kwarty, z części wdowy Kruczkowej z 1/4 kwarty, z części Klimaka z 1 kwarty, wszystkie we własnej uprawie (RP), 1529 role 6 szlacheckich i prepozyta kieleckiego, który bierze 0,5 grzywny czynszu od 1 kmiecia i 1/18 grzywny czynszu z ról opustoszałych[20],
- 1530 – z części Jana Jeziorkowskiego brak danych, z części Jakuba Modrzejowskiego pobór z 2 kwart. Z części Marka Jeziorkowskiego z 1 kwarty, z części Jana Otty z 2 kwart. z części Stanisława Otty z 1 kwarty, z części Marcina Łyska (Lissek) brak danych, z części Klemensa z 1 kwarty, z części Marcina Kruczka alias Apolonii z 1 kwarty, z części Mikołaja Zakliki, którą teraz ma Jan Otta, brak danych, z części prepozyta kieleckiego z 1 kwarty[21],
- 1531 – z części Jana Jeziorkowskiego brak danych, z części Jakuba Modrzejowskiego pobór z 2 kwart. Z części Marka Jeziorkowskiego z 1 kwarty, z części Jana Otty z 2 kwart. Z części Stanisława Otty z 1 kwarty, z części Marcina Łyska brak danych, z części Klemensa z 1 kwarty, z części Marcina Kruczka z 1 kwarty, z części prepozyta kieleckiego z 1 kwarty (ib. 462v–3);
- 1532 – z części Jakuba Modrzejowskiego pobór z 1/2 łana, z części Marka Jeziorkowskiego z 1 kwarty, z części Jana Otty z 1/2 łana, z części Marcina brak danych, z części Klemensa z 1 kwarty, z części Marcina Kruczka z 1 kwarty (ib. 598–8v);
- 1532 – na części Stanisława Otty brak kmieci, pobór z 1 kwarty uprawianej przez Stanisława Ottę i części prepozyta kieleckiego (ib. 614. 625v);
- 1538 – Modrzejowski daje pobór z 1/2 łana, prepozyta kieleckiego z 1/2 ł., Stach Jeziorkowski od 1 zagrodnika, pobór z części Klemensa od 1 zagrodnika, z części Stanisława Otty od 1 zagrodnika, z części Jana Rzuczka od 1 zagrodnika, z części Jana Otty z 1/2 łana (ib. I/7 190, 202);
- 1564–5 – własność szlachecka[22],
- 1577 – z części Jana Kochanowskiego kupionej przez Witosławskicgo pobór z 3 kwart i od 4 zagrodników z ogrodem, z części Stanisława Grabkowskiego z 1 kwarty, z części Wojciecha i Marcina Jeziorkowskich z 1/2 ł., od 1 zagrodnika z ogrodem i 1 komornika, z części Wawrzyńca Morawickiego od 1 kmiecia na 1 kwarcie i 1 zagrodnika z rol[23],
- 1578 – z części Jana Kochanowskiego pobór od 2 kmieci na 1/2 łana i od 5 zagrodników z ogrodem, z części Wojciecha i Marcina Jeziorkowskich od 2 kmieci na 1/2 łana, 1 zagrodnika z rolą, 1 komornika z bydłem, 4 komorników bez bydła, 1 rybaka, z karczmy, z części Stanisława Grabkowskiego od 2 zagrodników z rolą. Z części Wawrzyńca Morawickiego od 2 kmieci na 1/2 łana i 1 zagrodnika z rolą (ib. 775v)[24],
- 1629 – szlachcic Marcjan Tymiński daje pobór od 5 kmieci na 1,5 łana, 4 zagrodników z rolą, 5 zagrodników z ogrodem i 1 komornika bez bydła[25],
- 1662 – pogłówne płacono od dziedzica Hieronima Tymińskiego, 5 czeladzi folwarcznej i 96 mieszkańców wsi[26],
- 1673 – pogłówne od dziedziczki Tymińskiej, 77 czeladzi folwarcznej i mieszkańców wsi (ib. 237),
- 1674 – pogłówne od 5 czeladzi folwarcznej i 79 mieszkańców wsi (ib. 407),
- 1674 – pogłówne płacono od 82 czeladzi folwarcznej i mieszkańców wsi (ib. 460),
- 1787 – wieś liczyła 190 mieszkańców, w tym 10 Żydów (Spis I 399; II 118),
- 1827 – Łomno liczyło 22 domy i 101 mieszkańców (Tabela 283).

## Powinności wobec kościoła
Dziesięcina należy do plebana Świętomarzy i prepozyta kieleckiego
- 1470–80 – z całej wsi dziesięcina snopowa i konopna wartości do 6 grzywien dowożą plebanowi Świętomarzy (Długosz L.B. I 437; II 463),
- 1529 – z pewnych ról w Łomna i Modrzewiu należących do 6 rycerzy i prepozyta kieleckiego dziesięcina snopowa wartości 10 grzywien pobiera pleban ze Świętomarzy (LR 353),
- 1540 – dziesięcina tegoż plebana ze Świętomarzy[27].

## Studenci Uniwersytetu Krakowskiego z Łomna
1444 Tomasz syn Wojciecha, student,
1449 Raczesław syn Jana, student,
1467 Mikołaj z Łomna, archidiakon sandomierski.